# Чемпіонат Європи з легкої атлетики в приміщенні 2011
Чемпіонат Європи з легкої атлетики в приміщенні 2011 відбувся 4-6 березня у Парижі в Палаці спорту «Берсі».

## Призери

### Чоловіки
| Дисципліни            | Золото                                                | Золото       | Срібло                                                           | Срібло  | Бронза                                                     | Бронза  |
| --------------------- | ----------------------------------------------------- | ------------ | ---------------------------------------------------------------- | ------- | ---------------------------------------------------------- | ------- |
| 60 метрів             | Френсіс Обіквелу Португалія                           | 6,53         | Двейн Чамберс Велика Британія                                    | 6,54    | Крістоф Леметр Франція                                     | 6,58    |
| 400 метрів            | Леслі Джон Франція                                    | 45,54        | Томас Шнайдер Німеччина                                          | 46,42   | Річард Бак Велика Британія                                 | 46,62   |
| 800 метрів            | Адам Кщот Польща                                      | 1.47,87      | Марцин Левандовський Польща                                      | 1.48,23 | Кевін Лопес Іспанія                                        | 1.48,35 |
| 1500 метрів           | Мануель Ольмедо Іспанія                               | 3.41,03      | Кемаль Коюнджу Туреччина                                         | 3.41,18 | Бартош Новицький Польща                                    | 3.41,48 |
| 3000 метрів           | Мо Фара Велика Британія                               | 7.53,00      | Хайле Ібрагімов Азербайджан                                      | 7.53,32 | Халіл Аккаш Туреччина                                      | 7.54,19 |
| 60 метрів з бар'єрами | Петр Свобода Чехія                                    | 7,49         | Гарфілд Дар'єн Франція                                           | 7,56    | Адрієн Дегхельт Бельгія                                    | 7,57    |
| 4×400 метрів          | ФранціяМарк Маседо Леслі Джон Мамуду Анн Йоанн Десімю | 3.06,17      | Велика БританіяНайджел Лівайн Нік Ліві Річард Стракан Річард Бак | 3.06,46 | БельгіяЙонатан Борле Антуан Жилле Нільс Дюрінк Кевін Борле | 3.06,57 |
| Стрибки у висоту      | Іван Ухов Росія                                       | 2,38         | Ярослав Баба Чехія                                               | 2,34    | Олександр Шустов Росія                                     | 2,34    |
| Стрибки з жердиною    | Рено Лавіллені Франція                                | 6,03 CR      | Жером Клав'є Франція                                             | 5,76    | Мальте Мор Німеччина                                       | 5,71    |
| Стрибки у довжину     | Себастьян Баєр Німеччина                              | 8,16         | Кафетьєн Гомі Франція                                            | 8,03    | Мортен Єнсен Данія                                         | 8,00    |
| Потрійний стрибок     | Тедді Тамго Франція                                   | 17,92 WIR CR | Фабріціо Донато Італія                                           | 17,73   | Маріан Опря Румунія                                        | 17,62   |
| Штовхання ядра        | Ральф Бартельс Німеччина                              | 21,16        | Давід Шторль Німеччина                                           | 20,75   | Максим Сидоров Росія                                       | 20,55   |
| Семиборство           | Андрій Кравченко Білорусь                             | 6282         | Надір ель Фассі Франція                                          | 6237    | Роман Шебрле Чехія                                         | 6178    |

### Жінки
| Дисципліни            | Золото                                                                | Золото  | Срібло                                                                  | Срібло  | Бронза                                                 | Бронза  |
| --------------------- | --------------------------------------------------------------------- | ------- | ----------------------------------------------------------------------- | ------- | ------------------------------------------------------ | ------- |
| 60 метрів             | Олеся Повх Україна                                                    | 7,13    | Марія Рємєнь Україна                                                    | 7,15    | Еззіне Окпараебо Норвегія                              | 7,20    |
| 400 метрів            | Деніза Росолова Чехія                                                 | 51,73   | Олеся Красномовець Росія                                                | 51,80   | Ксенія Задоріна Росія                                  | 52,03   |
| 800 метрів[a]         | Дженні Медоуз Велика Британія                                         | 2.00,50 | Лінда Марге Франція                                                     | 2.01,61 | Мерілін Окоро Велика Британія                          | 2.02,46 |
| 1500 метрів           | Олена Аржакова Росія                                                  | 4.13,78 | Нурія Фернандес Іспанія                                                 | 4.14,04 | Катерина Мартинова Росія                               | 4.14,16 |
| 3000 метрів           | Гелен Клітро Велика Британія                                          | 8.56,66 | Лідія Хоєцька Польща                                                    | 8.58,30 | Лаєс Абдуллаєва Азербайджан                            | 9.00,37 |
| 60 метрів з бар'єрами | Каролін Нітра Німеччина                                               | 7,80    | Тіффані Офілі Велика Британія                                           | 7,80    | Крістіна Вукічевич Норвегія                            | 7,83    |
| 4×400 метрів          | РосіяКсенія Задоріна Ксенія Вдовіна Олена Мігунова Олеся Красномовець | 3.29,34 | Велика БританіяКеллі Сатертон Лі Макконнелл Мерілін Окоро Дженні Медоуз | 3.31,36 | ФранціяМюріель Юртіс Летиція Дені Марі Гайо Флорія Гей | 3.32,16 |
| Стрибки у висоту      | Антонієта ді Мартіно Італія                                           | 2,01    | Рут Бейтья Іспанія                                                      | 1,96    | Ебба Юнгмарк Швеція                                    | 1,96    |
| Стрибки з жердиною    | Анна Роґовська Польща                                                 | 4,85    | Зільке Шпігельбург Німеччина                                            | 4,75    | Крістіна Гаджієва Німеччина                            | 4,65    |
| Стрибки у довжину     | Дарія Клішина Росія                                                   | 6,80    | Найде Гомеш Португалія                                                  | 6,79    | Юлія Підлужна Росія                                    | 6,75    |
| Потрійний стрибок     | Сімона ла Мантія Італія                                               | 14,60   | Олеся Забара Росія                                                      | 14,45   | Дана Велдякова Словаччина                              | 14,39   |
| Штовхання ядра        | Анна Авдєєва Росія                                                    | 18,70   | Крістіна Шваніц Німеччина                                               | 18,65   | Йозефін Терлецькі Німеччина                            | 18,09   |
| П'ятиборство          | Антуанетта Нана Джиму Франція                                         | 4723    | Аустра Скуїте Литва                                                     | 4706    | Ремона Франсен Нідерланди                              | 4665    |

a  На дистанції 800 метрів серед жінок згодом були позбавлені нагород через дискваліфикацію чемпіонка Євгенія Зінурова та Юлія Русанова, яка посіла третє місце. Внаслідок цього золото перейшло до британки Дженні Медоуз.

## Медальний залік
| Місце               | Країна              | Золото | Срібло | Бронза | Загалом |
| ------------------- | ------------------- | ------ | ------ | ------ | ------- |
| 1                   | Франція             | 5      | 5      | 2      | 12      |
| 2                   | Росія               | 5      | 2      | 5      | 12      |
| 3                   | Німеччина           | 3      | 4      | 3      | 10      |
| 4                   | Велика Британія     | 3      | 4      | 2      | 9       |
| 5                   | Польща              | 2      | 2      | 1      | 5       |
| 6                   | Чехія               | 2      | 1      | 1      | 4       |
| 7                   | Італія              | 2      | 1      | 0      | 3       |
| 8                   | Іспанія             | 1      | 2      | 1      | 4       |
| 9                   | Португалія          | 1      | 1      | 0      | 2       |
| 9                   | Україна             | 1      | 1      | 0      | 2       |
| 11                  | Білорусь            | 1      | 0      | 0      | 1       |
| 12                  | Азербайджан         | 0      | 1      | 1      | 2       |
| 12                  | Туреччина           | 0      | 1      | 1      | 2       |
| 14                  | Литва               | 0      | 1      | 0      | 1       |
| 15                  | Бельгія             | 0      | 0      | 2      | 2       |
| 15                  | Норвегія            | 0      | 0      | 2      | 2       |
| 17                  | Данія               | 0      | 0      | 1      | 1       |
| 17                  | Нідерланди          | 0      | 0      | 1      | 1       |
| 17                  | Румунія             | 0      | 0      | 1      | 1       |
| 17                  | Словаччина          | 0      | 0      | 1      | 1       |
| 17                  | Швеція              | 0      | 0      | 1      | 1       |
| Загалом (21 збірна) | Загалом (21 збірна) | 26     | 26     | 26     | 78      |

## Відео
- Фінальний забіг на 60 метрів серед чоловіків на YouTube
- Фінальний забіг на 400 метрів серед чоловіків на YouTube
- Фінальний забіг на 800 метрів серед чоловіків на YouTube
- Фінальний забіг на 1500 метрів серед чоловіків на YouTube
- Фінальний забіг на 3000 метрів серед чоловіків на YouTube
- Естафетний забіг 4×400 метрів серед чоловіків на YouTube
- Світові рекорди в приміщенні з потрійного стрибку Тедді Тамго (2-га та 4-та спроби на 17,92 м) на YouTube
- Фінальний забіг на 60 метрів серед жінок на YouTube
- Фінальний забіг на 800 метрів серед жінок на YouTube
- Фінальний забіг на 1500 метрів серед жінок на YouTube
- Естафетний забіг 4×400 метрів серед жінок на YouTube

## Виступ українців
| Чоловіки (10) | Чоловіки (10)       | Чоловіки (10) | Чоловіки (10)     |
| Місце         | Атлет               | Дисципліна    | Результат         |
| ------------- | ------------------- | ------------- | ----------------- |
| пф            | Дмитро Островський  | 400 м         | 47,58 (47,33)[a]  |
| пф            | Олександр Осмолович | 800 м         | 1.51,00 (1.50,99) |
| заб           | Євген Гуцол         | 400 м         | 47,81             |
| заб           | Олександр Борисюк   | 1500 м        | 3.47,84           |
| заб           | Микола Лабовський   | 3000 м        | 8.08,17           |
| кв            | Дмитро Дем'янюк     | висота        | 2,22              |
| кв            | Олександр Нартов    | висота        | 2,17              |
| кв            | Максим Мазурик      | жердина       | 5,55              |
| кв            | Андрій Макарчев     | довжина       | 7,82              |
| кв            | Андрій Семенов      | ядро          | 19,47             |

| Жінки (14) | Жінки (14)                                                   | Жінки (14) | Жінки (14)        |
| Місце      | Атлетка                                                      | Дисципліна | Результат         |
| ---------- | ------------------------------------------------------------ | ---------- | ----------------- |
| 1          | Олеся Повх                                                   | 60 м       | 7,13              |
| 2          | Марія Рємєнь                                                 | 60 м       | 7,15              |
|            | Христина Стуй                                                | 60 м       | 7,21              |
|            | Наталія Тобіас                                               | 3000 м     | 9.02,94           |
|            | Анна Тітімець Наталія Лупу Дарина Приступа Антоніна Єфремова | 4×400 м    | 3.34,08           |
|            | Оксана Окунєва                                               | висота     | 1,92 (1,94)       |
|            | Анжеліка Шевченко                                            | 1500 м     | 4.18,19 (4.11,16) |
| пф         | Анна Тітімець                                                | 400 м      | 53,97             |
| пф         | Наталія Лупу                                                 | 400 м      | 54,24 (53,72)     |
| пф         | Лілія Лобанова                                               | 800 м      | 2.02,67           |
| пф         | Тетяна Петлюк                                                | 800 м      | DQ[b]             |
| заб        | Дарина Приступа                                              | 400 м      | 54,96             |
| заб        | Наталія Тобіас                                               | 1500 м     | 4.16,67           |
| заб        | Світлана Шмідт                                               | 3000 м     | 9.43,62           |
| кв         | Галина Облещук                                               | ядро       | 16,21             |

a  Тут і надалі у дужках вказаний більш високий результат, що був показаний на попередній стадії змагань (у кваліфікації чи забігу).

b  Киянка Тетяна Петлюк посіла у півфінальному забігу 4-е місце з результатом 2.02,19. У лютому 2013 спортсменка була дискваліфікована на 2 роки за порушення антидопінгових правил, внаслідок чого показані нею результати, зокрема на чемпіонаті Європи в приміщенні 2011, були анульовані..